# Umnäs

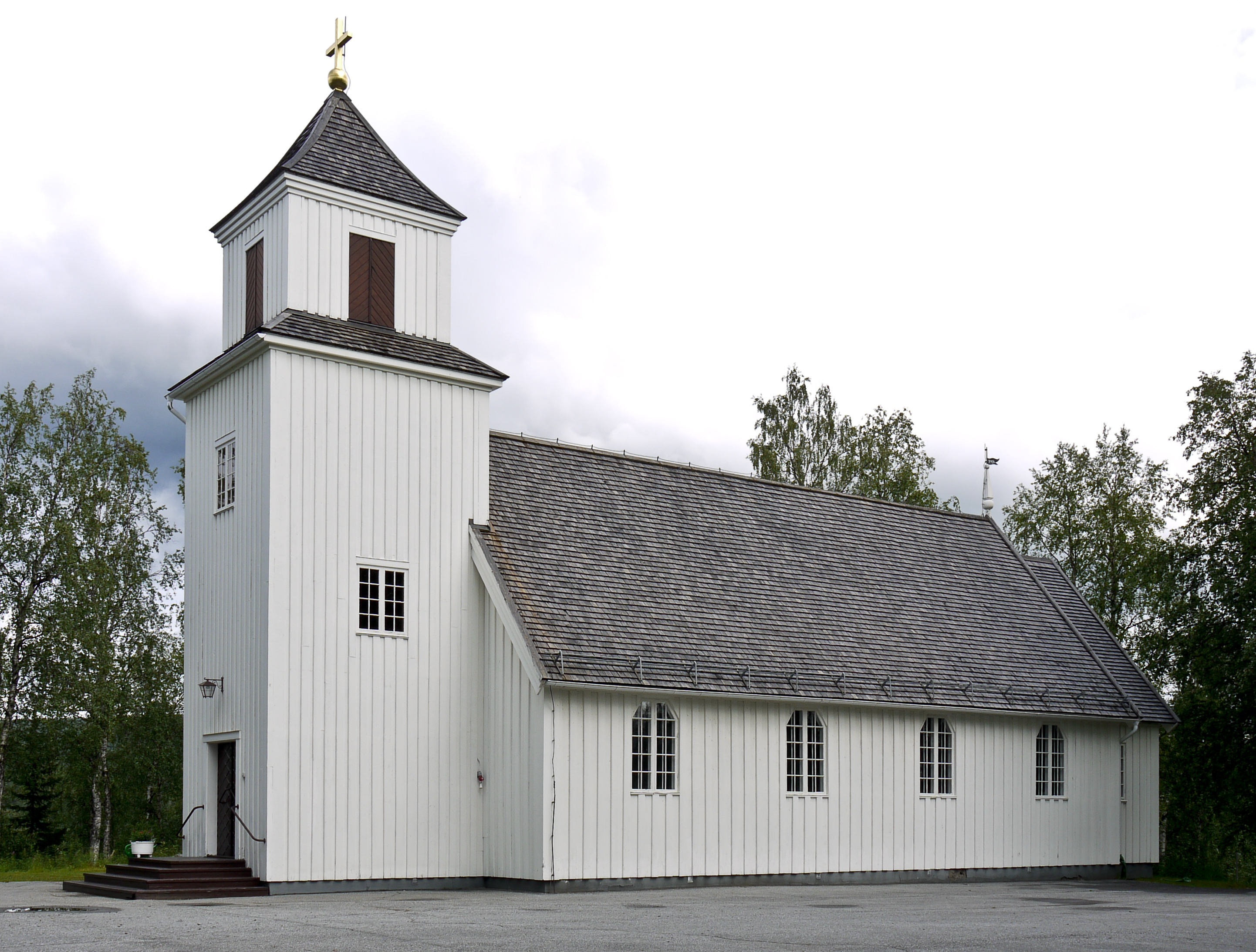
Umnäs kyrka, invigd 1926.

Umnäs (sydsamiska: Graatja) är kyrkbyn i Gratianbygden. Byn ligger mellan Storuman och Tärnaby i Lappland (Västerbottens län).
I Umnäs finns ett bygdemuseum och ett skotermuseum. Bygdemuseet Gratian invigdes 2000 och hembygdsföreningen Gratian bildades 1961. 
I Skotermuseet finns 56 skotrar, den äldsta från 1959. En annan klenod är en motordriven spark.
I Skoterhotellet finns förutom hotellverksamheten med restaurang och pub, stugor för självhushåll och vandrarhem.
Skoterleder finns både i fjäll- och skogsterräng.